# Goobuntu
Goobuntu fue una distribución de Linux derivada de Ubuntu LTS, empleada por casi 10 000 empleados de Google. Aunque mantenía similitudes con Ubuntu estándar, incorporaba paquetes adicionales para uso interno, incluyendo funciones de seguridad y restringiendo la instalación de ciertas aplicaciones.
Aunque se especuló sobre la posibilidad de que Google la lanzara oficialmente al mercado, nunca ocurrió. Tanto Google como Mark Shuttleworth, responsable del desarrollo de Ubuntu, confirmaron la existencia de Goobuntu, pero negaron planes de comercializar el sistema operativo.
Para administrar las máquinas Goobuntu, Google optó por utilizar Puppet. Sin embargo, en 2018, Google decidió reemplazar Goobuntu con gLinux, una distribución basada en Debian Testing.